# Cantone di Pangua
Il cantone di Pangua è un cantone dell'Ecuador che si trova nella provincia del Cotopaxi.
Il capoluogo del cantone è El Corazón.